# Antoni Peña
Antoni Peña (katalanisch Antoni Peña Picó, spanisch Antonio Peña Pico; * 26. August 1970 in Felanitx) ist ein ehemaliger spanischer Langstreckenläufer, der seine größten Erfolge im Marathon hatte.

## Leben
Nachdem er Dreizehnter bei den Halbmarathon-Weltmeisterschaften 1992 geworden war, gewann er kurz darauf bei seinem Debüt über die volle Distanz den San-Sebastián-Marathon in 2:11:35 h. Im Jahr darauf kam er beim an gleicher Stelle ausgetragenen IAAF-Weltcup-Marathon auf den 19. Platz und beim Marathon der Leichtathletik-Europameisterschaften 1994 in Helsinki belegte er den 32. Platz.
1997 wurde er in Sama (Langreo) spanischer Marathonmeister in 2:10:49 h und im darauffolgenden Jahr wurde er beim Marathon den Europameisterschaften in Budapest Sechster. 1999 gewann er den Calvià-Marathon.
Als Fünfter des Rotterdam-Marathons 2000 blieb er mit 2:08:59 h zum ersten Mal unter der 2:10-Stunden-Marke. Im selben Jahr verbesserte er sich als Zweiter des Berlin-Marathons auf 2:07:47 h. 
2001 stellte er mit 2:07:34 h den aktuellen Streckenrekord beim Biwa-See-Marathon auf. Es war die sechstschnellste Zeit des Jahres. Beim Marathon der Leichtathletik-Weltmeisterschaften in Edmonton kam er auf den 24. Rang. Im Jahr darauf wurde er Vierter beim Amsterdam-Marathon und 2003 wurde er Zweiter am Biwa-See und Vierter beim Fukuoka-Marathon. 
Beim Marathon der Olympischen Spiele 2004 in Athen belegte er den 18. Platz in 2:16:38 h. 
2000, 2001 und 2005 wurde er nationaler Meister im Halbmarathon.
Der Athlet mit dem Spitznamen „Toni“ ist 1,75 m groß und wiegt 60 kg. Er wurde von Rafael Sánchez trainiert. Derzeit lebt er in Portocolom auf seiner Heimatinsel Mallorca.

## Persönliche Bestzeiten
- 10.000 m: 28:02,1 min, 8. Juli 2000, Barakaldo
- Halbmarathon: 1:01:48 h, 20. September 1992, South Shields
- Marathon: 2:07:34 h, 4. März 2001, Ōtsu